# ريتشارد إرومويغبي
ريتشارد أرومويغبي Richard Eromoigbe (بالإنجليزية: Richard Eromoigbe)‏، من مواليد 26 يونيو 1984 في لاغوس في نيجيريا، لاعب كرة قدم نيجيري.
بدأ مسيرته الكروية مع نادي تشيرنو مور في عام 2001، ولعب معهم حتى عام 2003، ولعب معهم 9 مباريات، ومنذ عام 2003 وهو يلعب مع نادي ليفسكي صوفيا البلغاري.
منذ عام 2007 وهو يلعب مع منتخب نيجيريا لكرة القدم.

## روابط خارجية
- ريتشارد إرومويغبي على موقع قاعدة بيانات كرة القدم.إي يو (الإنجليزية)
- ريتشارد إرومويغبي على موقع ناشيونال فوتبول تيمز (الإنجليزية)
- ريتشارد إرومويغبي على موقع Soccerway.com (الإنجليزية)
- ريتشارد إرومويغبي على موقع كووورة